# Domaine du Chenoy
 (novembre 2016).
Le Domaine Viticole du Chenoy, situé à Émines (au nord de Namur), est un domaine viticole comprenant des bâtiments de ferme du XVIIIe siècle et 14 hectares de vignes, constituant le premier vignoble professionnel Wallon.  
Les bâtiments sont constitués d'un corps de logis et de dépendances. C'est dans la grange qu'a été installée la cuverie où s'élabore le vin. Un bâtiment ancien est encore en cours de rénovation pour y créer des logements. Sur l'emplacement d'écuries qui ont été rasées a été reconstruit un bâtiment moderne qui abrite les bureaux et le magasin du domaine ainsi qu'une salle permettant d'accueillir des groupes importants pour des dégustations de vins ou d'autres activités telles que des séminaires d'entreprises. Les sous-sols hébergent les stocks de vins qui y maturent lentement, ainsi que des locaux techniques.  
L'existence même du Domaine Viticole du Chenoy présente une grande signification. Il prouve avant tout qu'une activité professionnelle de ce type est compatible avec les conditions climatiques des régions septentrionales et que dès lors, elle peut s'inscrire dans l'activité économique horticole professionnelle en Belgique, et dans ce cas précis, en Wallonie.                         
Le premier élément essentiel pour la culture de la vigne est bien évidemment le sol. Il s'agit ici d'un sol argilo-limoneux peu profond et ses sous-sols conviennent parfaitement à la culture de la vigne puisqu’ils sont un mélange de calcaire, de grès et de schiste. mais l'élément primordial reste l'orientation. Le vignoble est orienté plein sud ce qui permet à la vigne de profiter pleinement des rayons du soleil du lever au coucher. En outre, le terrain présente une pente moyenne de 15 % ce qui permet à la fois de capter le maximum de lumière et de disposer d'un terrain sur lequel l'écoulement des eaux se fait de manière régulière et rapide.
Le Domaine viticole du Chenoy a été créé a l'initiative de Philippe Grafé, précurseur du vignoble professionnel en Wallonie.

## Le vignoble
C'est en 2000 que Philippe Grafé, à l'âge de la pension et après avoir été pendant 40 ans l'administrateur délégué de l'importante entreprise familiale Grafé-Lecocq à Namur, négociants et éleveurs de vins français, décida de se lancer dans la viticulture et la production de vin pour son propre compte et dans sa propre entreprise.
C'est en découvrant un vin du Royaume-Uni élaboré à partir d'un cépage qui lui était jusqu'alors inconnu que naquit dans son esprit l'idée d'investiguer dans le domaine des cépages nouveaux, adaptés aux conditions climatiques septentrionales et plus résistants aux maladies traditionnelles de la vigne. C'est ainsi qu'à l'occasion de voyages dans les centres de recherches viticoles allemands et suisses, il se découvrit cette passion pour les nouveaux cépages hybrides interspécifiques. Et s'il se décidait à se lancer dans la viticulture, c'était bien pour y prouver qu'il était, grâce à ces nouveaux cépages, possible de développer la vigne dans des régions plus septentrionales, avec des cépages nouveaux et dans l'objectif, ce qui est évidemment l'essentiel en matière de viticulture, de produire des vins dont les qualités n'ont rien à envier à ceux issus des cépages dits traditionnels.

### Plantation du vignoble
Après avoir trouvé la situation géographique et micoclimatique favorable,et des terrains ainsi que des infrastructures utilisables, Philippe Grafé planta en 2003 25 000 pieds de cépages allemands et hongrois sur le Domaine du Chenoy qu’il avait acquis l’année précédente. Ces 25 000 pieds répartis sur 6 hectares comprennent 12 000 pieds du cépage rouge Regent (créé en 1967) et 13 000 pieds de variétés blanches, Bronner, Merzling, Johanniter, Solaris, Helios, (toutes créées entre 1968 et 1983).
En avril 2004, il poursuivit l'extension du vignoble avec 2 hectares (7 000 pieds) du cépage suisse  Pinotin (créé en 1980) et en vue d’expérimenter la production de raisins de table, il planta 1 000 plants de muscat bleu.
En avril 2005, le vignoble grandit encore par la plantation de 5 000 plants du cépage Rondo, et de 4 000 plants de Cabertin (créé en 1991).

### Le mode de culture
La conduite du vignoble se fait selon les principes de l'agriculture raisonnée, c'est-à-dire que les intrants chimiques sont limités au strict nécessaire. Cela permet de réduire considérablement les traitements par rapport à la culture de la vigne traditionnelle.
Cette limitation de l'utilisation des moyens chimiques de lutte contre les maladies traditionnelles de la vigne, oïdium, mildiou, pourriture grise, est rendue possible, précisément par l'utilisation de cépages résistants naturellement à ces maladies, ceci dans des mesures variant de 70 % de résistance, à la résistance totale comme pour le Solaris, par exemple.
En outre, l'appoint des auxiliaires de protection du vignoble est systématiquement recherché, en particulier par l'application d'une gestion globale la plus écologique possible, en améliorant en particulier la biodiversité au sein et autour du vignoble. Dès la plantation de la vigne, à la fois pour améliorer la situation microclimatique du lieu et augmenter la biodiversité naturelle, une haie mixte, composée de dizaines d'essences différentes a été plantée, qui, à la fois protège le vignoble et enrichi le paysage.
Mais le Domaine du Chenoy doit sa spécificité et sa richesse au fait qu'il est constitué d'un vignoble de 10 hectares uniquement planté de cépages interspécifiques. Cela le rend unique et constitue également un exceptionnel espace de recherche agronomique en matière de viticulture car les superficies réservées à chacun des 10 cépages sont significatives et relèvent d'une réelle valeur scientifique. En tout, 42 000 pieds de cépages interspécifiques y sont cultivés.

#### Nouveaux cépages interspécifiques résistants
Il faut, d'emblée, préciser qu'il ne s'agit ici, en aucun cas, d'organismes génétiquement modifiés (OGM). Toutes les sélections sont entièrement obtenues par les moyens traditionnels d'amélioration des végétaux.
En génétique, l'hybride est le croisement de deux individus de deux variétés, de deux sous-espèces (croisement intraspécifique), de deux espèces (croisement interspécifique) ou de deux genres (croisement intergénérique) différents. L'hybride présente un mélange des caractéristiques génétiques des deux parents. Lors de croisements interspécifiques, le terme métis est aussi utilisé.
Pour prendre un exemple, la classification du « sauvignon blanc » est la suivante : il fait partie de la famille des Vitacées, du genre Vitis, de l’espèce vinifera, et c’est la forme cultivée (variété ou cépage) « sauvignon blanc ».
Il existe dans le genre Vitis, plusieurs espèces : Vitis vinifera qui comprend la presque totalité des vignes cultivées en Europe et d’où sont issus tous les cépages traditionnels. Il existe aussi des espèces américaines et asiatiques qui portent le nom de Vitis labrusca, Vitis riparia, Vitis rupestris , … Dans le langage et le monde vitivinicole, on parle donc le plus souvent des variétés que sont les cépages. Mais il existe aussi des hybrides entre les différentes espèces citées ci-dessus (Vitis vinifera X Vitis riparia, par exemple). Ce sont même ces hybrides qui ont sauvé la viticulture à la sortie de la catastrophe du phylloxéra. Ce sont eux qui font aussi aujourd’hui l’objet de nouvelles recherches, de nouvelles productions, … et de polémiques.
Pour lutter contre le phylloxera, les viticulteurs eurent d’abord recours à des ceps producteurs directs américains qui connurent une grande vogue. En gros, on plantait des vignes américaines. Ces vignes avaient la faveur de nombreux cultivateurs qui redoutaient d'avoir à greffer.
Viennent ensuite les greffeurs de l’école d’Aubenas qui introduiront la notion « d’hybrides de la vigne », hybrides de première génération. On parle alors d’hybrides producteurs directs franco-américains. Ce sont des vignes franches de pied, c'est-à-dire non greffées, croisements de Vitis vinifera et de vignes américaines qui ont permis de contrer le phylloxera car les vignes américaines étaient naturellement résistantes à cette maladie.
Parallèlement, l’autre technique utilisée pour contrer le phylloxera a été de greffer des variétés traditionnelles sur des porte-greffes originaires des vignes américaines. Le porte-greffe étant résistant au phylloxera, la partie aérienne de la vigne, sarments, feuilles et fruits étaient ainsi à l’abri des ravages du parasite. Cette technique est utilisée actuellement dans l’immense majorité des vignobles à travers le monde.
Mais, l’Amérique avait apporté avec elle, à la même période que le phylloxera, d’autres maladies cryptogamiques, tout aussi destructrices comme le mildiou et l’oïdium. Les seuls traitements qui purent être appliqués tant préventivement que curativement étaient chimiques. Ces maladies sévissent toujours aujourd’hui et les traitements chimiques sont toujours d’application.
Les préoccupations environnementales et relatives à la santé des consommateurs ont poussé beaucoup de chercheurs à explorer d’autres pistes que les traitements chimiques, particulièrement dans les instituts de recherche vitivinicoles allemands, suisses, mais aussi français, hongrois, …
Ces chercheurs et ces organismes ont ainsi mis au point des hybrides de nouvelle génération. Ce sont eux que l'on peut définir comme « nouveaux cépages hybrides interspécifiques multiples (pédigrée complexe) résistants aux maladies cryptogamiques ».
Ces nouveaux cépages ont donc été sélectionnés après des croisements de nombreuses générations (contrairement aux hybrides de première génération qui n’étaient croisé qu’une à trois fois), à la fois pour leur résistance aux maladies, leur adaptation aux conditions climatiques et pour la qualité des fruits et des vins obtenus. Ces croisements ont fait appel à la fois aux vignes américaines et asiatiques pour leur résistance aux maladies, et aux cépages nobles traditionnels pour leurs qualités.
Ces hybrides, ces nouveaux cépages contiennent tous autour des 75 % des gènes de cépages dits « nobles » (jusqu’à 90 % pour certains) et pour beaucoup sont désormais classifiés par les instances internationales comme Vitis vinifera. Ce sont donc véritablement des variétés de Vitis vinifera, tout comme les cépages traditionnels.
Selon les pays, Allemagne, Suisse, Belgique, Italie, Luxembourg, … ces nouveaux cépages (ou certains d’entre eux) sont reconnus pour faire partie des cépages pouvant être utilisés dans les Appellations d’Origine.

#### Réticences
Du goût particulier de « certains » vins obtenus à partir de « certains » hybrides. On parle d’odeur ou de goût « foxé ». Appellation péremptoire mais toujours mal définie aujourd'hui. 
Certains cépages, hybrides producteurs directs utilisés pour lutter contre le phylloxera, venus d’Amérique produisaient des vins dont les caractéristiques organoleptiques s’écartaient beaucoup des canons traditionnels. Si les américains ou les canadiens semblaient apprécier ces caractères, il n’en était pas de même pour les consommateurs européens. Les lobbys des gros producteurs des vins de haute gamme français se servirent de cet argument pour mettre à mal la culture de ces cépages qui étaient surtout le choix des petits viticulteurs mais qui permettaient moins de traitements chimiques et avaient un meilleur rendement. Certains de ces cépages furent également accusés de toxicité pour la santé.
Enfin, il faut savoir qu’après la dramatique crise vitivinicole due au phylloxera, une importante partie du vignoble français était plantée de cépages hybrides. La France connut alors une période de surproduction de vin. Cette surproduction fut un des arguments qui permit aux lobbys de l’époque de faire interdire cinq cépages hybrides pour une période de trois ans en 1935 sous prétexte d’assainissement du marché des vins et de lutte contre la surproduction. Cette interdiction devait être soumise à révision au terme de cette période de trois ans. A la date d’aujourd’hui, cette réévaluation n’a jamais eu lieu et en France, les cépages dits « hybrides interspécifiques » sont toujours interdits. Dans les pays où ces cépages sont autorisés, ils produisent de bons vins (Allemagne, Suisse, Belgique, Autriche, Hongrie, …).
Le grand défi de Philippe Grafé consiste donc à tenter de convaincre l'amateur de vin qu'il est possible de produire à partir des cépages interspécifiques, des vins de qualité et d'aller, de cette manière à l'encontre des idées reçues.
Et une des questions que l'on peut se poser aujourd'hui est de savoir si l'utilisation de ces cépages n'est pas, justement, un des moyens pour sauvegarder la diversité de la vigne et la viticulture de demain.

## Les vins
L'objectif de Philippe Grafé dès l'origine du Domaine était, bien entendu de produire des vins de qualité, et en particulier de démontrer, par un pari un peu fou, qu'il était possible de produire des vins de qualité à partir de nouveaux cépages dits « interspécifiques ». En outre, il faisait le pari de produire des vins rouges, rares dans les régions septentrionales, en raison de la difficulté d'obtenir chaque année des raisins à maturité suffisante compte tenu des conditions climatiques difficiles et aléatoires.
On peut dire, aujourd'hui en 2012 mais déjà depuis plusieurs millésimes, que les résultats sont à la hauteur des espérances. À titre de preuves, le fait que le Domaine tourne aujourd'hui à plein régime, qu'à côté des clients fidèles, restaurateurs et autres, des grandes entreprises de distribution ont pris l'option de choisir des vins du Chenoy dans leur offre aux clients, que les premières bouteilles sont désormais sur des tables au Japon et surtout que depuis plusieurs années plusieurs vins se sont vus distingués dans des concours internationaux de prestige.

### Philosophie
Bien sûr, il y avait la volonté de produire des vins à partir de nouveaux cépages. Mais surtout, cette volonté était fondée sur le fait qu'il lui semblait inutile de vouloir produire les mêmes vins que ce qui s'élaborait ailleurs avec les mêmes cépages traditionnels, Pinot noir ou Chardonnay, par exemple.
L'objectif était dès l'origine de produire des vins typés, les plus naturels possibles, quitte à devoir se battre encore plus que les autres pour imposer son style, loin de l'uniformisation des goûts trop souvent de mise actuellement et de ces vins flatteurs et pommadés, voire racoleurs que les technologies modernes permettent aujourd'hui de produire assez facilement pour autant que l'on produise des raisins de qualité, bien évidemment.

### Production actuelle
En 2012, la production s'est diversifiée. La production moyenne annuelle tourne autour de 65 000 bouteilles.